# Marilyne Canto
Pour les articles homonymes, voir Canto.
Marilyne Canto est une comédienne et réalisatrice française née le 18 octobre 1961 à Oran, Algérie française.

## Biographie
Marilyne Canto est née le 18 octobre 1961 à Oran, en Algérie française.
Elle apparaît dans deux films sortis en 1978 dont L'hôtel de la plage de Michel Lang puis, en 1982, dans la série télévisée Joëlle Mazart (saison 2 de Pause Café).
Admise en 1987 à l'école du Théâtre national de Strasbourg (TNS), elle en sort diplômée en 1990.
Elle joue au théâtre sous la direction de Jacques Lassalle et de Jean Jourdheuil, puis au cinéma avec notamment Claude Chabrol, Dominique Cabrera, Manuel Poirier, Pierre Salvadori, René Féret, Maïwenn ou Robert Guédiguian. À la télévision, elle tourne, entre autres, avec William Karel ou Alain Tasma.
Parallèlement à sa carrière d’actrice, elle est l’assistante de Philippe Garrel sur Le Cœur fantôme et réalise plusieurs courts métrages : Nouilles, qui obtient le Grand prix du festival de Brest, Fais de beaux rêves (César du Meilleur Court-Métrage en 2007 et Grand prix des festivals de Clermont-Ferrand et Belfort).
Son premier long métrage Le Sens de l’humour, soutenu par la fondation Gan, est sélectionné au festival de Locarno en 2013.
Dernièrement, elle a joué dans Après la guerre d’Annarita Zambrano, Le Ciel étoilé au-dessus de ma tête d’Ilan Klipper, et à la télévision, dans la série Alex Hugo, ainsi que dans Fiertés de Philippe Faucon et Une Vie après de Jean Marc Brandolo.
En 2017, elle a réalisé pour Arte un documentaire intitulé Faire la paix.

## Vie privée
Elle a été l’épouse du comédien Benoît Régent (décédé en 1994) avec qui elle a eu un fils, Ferdinand né en 1993.
Elle a ensuite épousé l’acteur Antoine Chappey avec qui elle a eu un autre fils, Louis.

## Filmographie

### Actrice

#### Cinéma
- 1978 : L'Hôtel de la plage de Michel Lang : Juliette Guedel
- 1978 : La Clé sur la porte d'Yves Boisset : Lola
- 1982 : Qu'est-ce qui fait craquer les filles... de Michel Vocoret : Marie-Lise, la secrétaire de Cervoise
- 1982 : Elle voit des nains partout ! de Jean-Claude Sussfeld : Le petit Chaperon Rouge
- 1986 : États d'âme de Jacques Fansten : Catherine
- 1991 : L'Amour en deux de Jean-Claude Gallotta : Hélène
- 1993 : Grand Bonheur d'Hervé Le Roux : Judith
- 1995 : La Poudre aux yeux de Maurice Dugowson : Juliette
- 1995 : Le Cœur fantôme de Philippe Garrel
- 1995 : Chacun cherche son chat de Cédric Klapisch : La flic
- 1996 : L'Autre Côté de la mer de Dominique Cabrera : Lisa
- 1996 : Marion de Manuel Poirier : L'enseignante
- 1996 : Caméléone de Benoît Cohen : Esther
- 1996 : Tykho Moon d'Enki Bilal : La réceptionniste
- 1996 : Trois Vies et une seule mort de Raoul Ruiz
- 1997 : Western de Manuel Poirier : Marilyne
- 1998 : Cantique de la racaille de Vincent Ravalec : Marianne
- 1998 : Trois Ponts sur la rivière de Jean-Claude Biette : Sophie
- 1999 : Nadia et les Hippopotames de Dominique Cabrera : Claire
- 2000 : 30 ans de Laurent Perrin : Laura
- 2001 : On appelle ça... le printemps d'Hervé Le Roux : Manu
- 2001 : Les Femmes... ou les enfants d'abord... de Manuel Poirier : Sylvie
- 2001 : C'est la vie de Jean-Pierre Améris : Brigitte
- 2001 : Le Lait de la tendresse humaine de Dominique Cabrera : Christelle
- 2003 : Après vous de Pierre Salvadori : Christine
- 2003 : Folle Embellie de Dominique Cabrera : Colette
- 2003 : Saltimbank de Jean-Claude Biette : Ève La Rochelle
- 2004 : Frères de Xavier de Choudens : la jeune femme
- 2005 : La Vie privée de Zina Modiano : Geneviève
- 2005 : L'Ivresse du pouvoir de Claude Chabrol : Erika
- 2006 : La Vie d'artiste de Marc Fitoussi : La sœur d'Alice
- 2006 : Vous êtes de la police ? de Romuald Beugnon : Monique Laval
- 2008 : Nés en 68 d'Olivier Ducastel et Jacques Martineau : Dominique
- 2008 : Comme une étoile dans la nuit de René Féret : Camille Bamberger
- 2008 : La Sainte Victoire de François Favrat : Géraldine Wood
- 2009 : Le Bal des actrices de Maïwenn : La réalisatrice que rencontre Marina Foïs
- 2009 : Le Dernier pour la route de Philippe Godeau : Carol
- 2010 : Camping 2 de Fabien Onteniente : Valérie
- 2011 : Les Neiges du Kilimandjaro de Robert Guédiguian : Denise
- 2011 : En ville de Valérie Mréjen et Bertrand Schefer : La mère d'Alexandre
- 2012 : Les Papas du dimanche de Louis Becker : Léa
- 2012 : Mains armées de Pierre Jolivet : Brigitte
- 2013 : Le Prochain Film de René Féret : Suzanne
- 2013 : La Tendresse de Marion Hänsel : Lise
- 2014 : Le Sens de l'humour d'elle-même : Élise
- 2014 : La Rançon de la gloire de Xavier Beauvois : La secrétaire médicale
- 2016 : L'Indomptée de Caroline Deruas : Évelyne
- 2016 : La Forêt de Quinconces de Grégoire Leprince-Ringuet
- 2017 : Pris de court d'Emmanuelle Cuau : Muriel
- 2017 : Après la guerre de Annarita Zambrano : Marianne
- 2018 : Le Ciel étoilé au-dessus de ma tête d'Ilan Klipper : Laëtitia
- 2019 : Toute ressemblance... de Michel Denisot : Guilaine
- 2020 : Ibrahim de Samir Guesmi : La prof
- 2021 : Albatros de Xavier Beauvois : La juge
- 2022 : Presque de Bernard Campan et Alexandre Jollien : Judith
- 2022 : Neneh Superstar de Ramzi Ben Sliman : Emmanuelle Braque
- 2022 : Enquête sur un scandale d'État de Thierry de Peretti : La juge au procès en diffamation
- 2023 : La Voie royale de Frédéric Mermoud : Caroline Vasseur
- 2023 : Flo de Géraldine Danon : Anne-Marie Arthaud
- 2023 : Ma France à moi de Benoît Cohen : Elisabeth
- 2024 : Six Jours de Juan Carlos Medina : Le Goff
- 2024 : Le Dernier Souffle de Costa-Gavras : Florence Toussaint

#### Courts métrages
- 1983 : Solitaire à micro ouvert de Julius-Amédée Laou : Karine
- 1987 : Nouilles d'elle-même : Jojo
- 1988 : Quand je serai jeune de Yann Dedet : Marilyne
- 1992 : Lents que nous sommes de Vivianne Perelmuter
- 1994 : Les Ailes du plaisir de Benoît Cohen : La femme
- 1994 : Dans un grand lit carré de Michel Toesca : Louise
- 1997 : Le Grain et l'Ivraie de Frank Beauvais
- 1997 : Les Robes de Jérôme Michaud-Larivière
- 1998 : Le Petit Week-end de Michel Bertrou
- 1999 : Singerie de Claire Aziza : Monique
- 2001 : Étrangère de Danielle Arbid : La fille de Margot
- 2002 : Edouard est marrant de Riton Liebman : Hélène
- 2003 : Illustre inconnue de Marc Fitoussi : Alice
- 2003 : Le Ballon prisonnier de Cyril Gelblat
- 2005 : Fais de beaux rêves d'elle-même : Élise
- 2005 : Poulet-poulet de Damien Chemin
- 2006 : Petites Révélations de Marie Vermillard
- 2006 : Ce que je vous dois d'Oliver Bouffard : L'infirmière
- 2006 : La Terre ferme d'Olivier Riou
- 2009 : Plan cul d'Olivier Nicklaus : Marilyne
- 2013 : Juke-Box d'Ilan Klipper : Dr Andreux
- 2015 : La rivière sous la langue de Carmen Jaquier : La mère
- 2017 : Ex-voto d'Antoine Beauvois : La mère

- 2019 : Hâte-toi de Camille de Chenay : Hélène
- 2020 : Dieu n'est plus médecin de Marion Le Corroller : Hélène
- 2020 : Le collier du Louxor d'Antoine Pineau : Solange Billaudaut
- 2022 : Cary et James de Victor Boyer : La psy

### Télévision

#### Séries télévisées
- 1982 : Joëlle Mazart : Béatrice
- 1999 : La crèche : Sophie
- 2004 : Fabien Cosma : Anne Pouget
- 2008 : Suite noire : Sophie
- 2008 : Les Petits Meurtres d'Agatha Christie : Thérèse Baillon (saison 1, épisode 5 : Le chat et les souris)
- 2016 : La Loi de Pauline : Catherine
- 2016-2022 : Alex Hugo : commissaire Christine Dorval (saisons 2 à 8)
- 2017 : The Affair : Isabelle
- 2018 : Fiertés : la principale du lycée de Diego
- 2019 : Balthazar : la présidente de la cour (saison 2, épisode 9 : La loi du plus fort)
- 2020 : César Wagner : professeur Joséphine Stern épisode 1 : Le nouveau capitaine mène la danse)
- 2021 : L'Île aux trente cercueils : Marie
- 2021 : H24
- 2022 : Les Petits Meurtres d'Agatha Christie : Jacqueline Lacombe (saison 3, épisode 7 : Meurtres du troisième type)
- 2023 : Follow : commissaire Agathe Ruffin
- 2025 : Le Sens des choses de Keren Ben Rafael : Florence

#### Téléfilms
- 1986 : L'Été 36 d'Yves Robert : Maryvonne
- 1998 : Le goût des fraises de Frank Cassenti : Marianne
- 2006 : Poison d'avril de William Karel : Nathalie
- 2007 : La Surprise d'Alain Tasma : Louise
- 2007 : Opération Turquoise d'Alain Tasma : Laure Nadal
- 2010 : Les Mensonges de Fabrice Cazeneuve : Véronique Richepois
- 2010 : Fracture d'Alain Tasma : Sandoval
- 2015 : Dame de glace de Camille Bordes-Resnais : Roussel
- 2015 : Dame de feu de Camille Bordes-Resnais : Roussel
- 2019 : Une vie après de Jean-Marc Brondolo : Sophie
- 2022 : Maman, ne me laisse pas m'endormir de Sylvie Testud : la directrice du centre de désintoxication

### Réalisatrice et scénariste

#### Courts métrages
- 1987 : Nouilles
- 2005 : Fais de beaux rêves
- 2007 : Oui, peut-être
- 2007 : C'est d'accord
- 2018 : Faire la paix

#### Long métrage
- 2013 : Le Sens de l'humour

### Assistante réalisatrice
- 1996 : Le Cœur fantôme de Philippe Garrel
- Intervenante à La Femis et Atelier cinéma au Conservatoire national supérieur d'art dramatique (Cnsad)[réf. nécessaire]

## Théâtre
- 1984 : Angelo, tyran de Padoue de Victor Hugo, mise en scène Jean-Louis Barrault, Théâtre Renaud-Barrault
- 1991 : Le Cas Müller II - Rivage à l'abandon, Matériau-Médée, Paysage avec Argonautes d'Heiner Müller, mise en scène Jean-François Peyret, Jean Jourdheuil, Festival d'Avignon
- 2007 : Confidences trop intimes de Jérôme Tonnerre, mise en scène Patrice Leconte, Théâtre de l'Atelier
- 2008 : Confidences trop intimes de Jérôme Tonnerre, mise en scène Patrice Leconte, Théâtre du Gymnase, Théâtre des Célestins, tournée

## Distinctions

### Nominations et récompenses
- 1997 : Meilleur second rôle féminin (Prix du public) au Festival Jean Carmet de Moulins pour son interprétation dans L'Autre Côté de la mer de Dominique Cabrera
- Nouilles : court métrage : Grand prix du jury festival de Brest, mention spéciale du jury Clermont-Ferrand, prime à la qualité, sélectionné à la quinzaine des réalisateurs et au festival de Berlin
- Fais de beaux rêves : Grand prix du jury festival Entrevue de Belfort, Grand prix festival de Clermont Ferrand, Grand prix du festival Paris tout court Pantin, César du meilleur court-métrage, Grand prix du festival de Cabourg

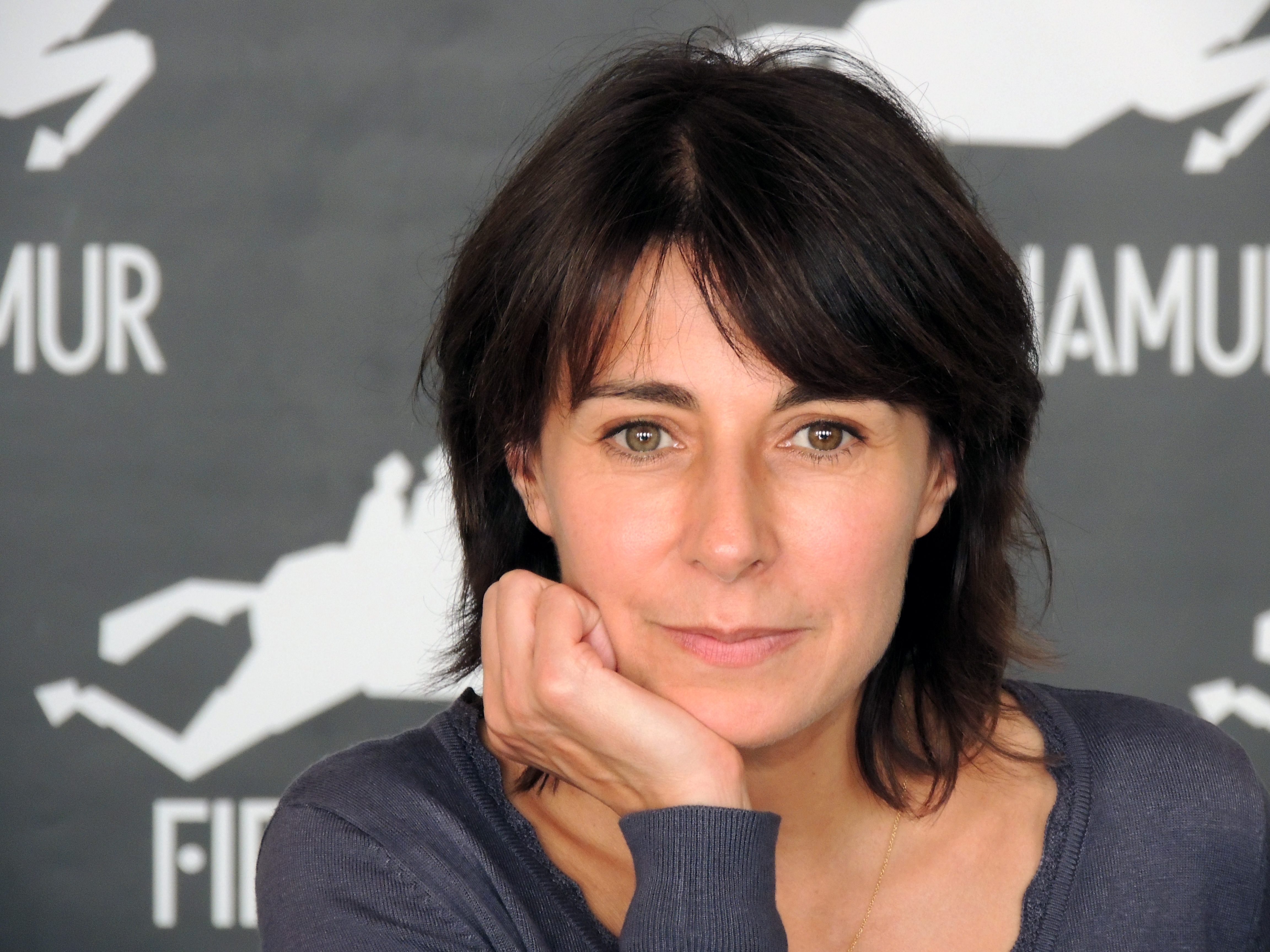
Marilyne Canto en 2013 au FIFF de Namur.

- Mention spéciale à Locarno pour Le Lait de la tendresse humaine, 2011
- Le Sens de l'humour sélectionné à Locarno, cinéastes du présent
- Lauréat de la Fondation Gan pour le cinéma pour le film Le Sens de l'humour[4]

### Distinctions
- Officier de l'ordre des Arts et des Lettres